# 三条実万
三条 実万（さんじょう さねつむ、旧字体：三條 實萬）は、江戸時代後期の公卿。内大臣・三条公修の子。官位は従一位・内大臣、贈右大臣、贈正一位。明治期の元勲・三条実美の父。明治維新で忠成公の諡号を贈られた。

## 経歴
嘉永元年（1848年）に武家伝奏となり、たびたび江戸に下って対米政策について江戸幕府と交渉した。安政5年（1858年）には日米修好通商条約への勅許を巡り関白・九条尚忠と対立して、3月7日には左大臣・近衛忠煕と共に参内停止を命じられる。これに激怒した孝明天皇によって2日後に右大臣・鷹司輔煕と権大納言・二条斉敬を勅使として近衛・三条両邸に派遣して両名に参内の勅命を下した。これは長年朝廷の全権を握っていた摂関家が勅使となり、政治的に非力であった清華家出身の三条を出仕させるという公家社会始まって以来の出来事として衝撃を与えた。
安政6年（1859年）4月に安政の大獄で謹慎の処分を受け、出家して澹空と号した。同年、病気危篤となり、従一位に叙され、10月に謹慎していた一条寺村で薨去。享年58。薨後の文久2年（1862年）に右大臣が追贈され、明治2年（1869年）には明治天皇より「忠成公」の諡を与えた。さらに、1899年（明治32年）には贈正一位に追陞された。

## 官歴
- 1812年（文化9年） - 10月 右近衛権少将
- 1814年（文化11年） - 11月 右近衛権中将、12月 従三位に叙され公卿となる。
- 1815年（文化12年） - 2月 正三位
- 1818年（文政元年） - 9月 従二位
- 1820年（文政3年） - 2月 権中納言
- 1821年（文政4年） - 2月 正二位
- 1824年（文政7年） - 6月 権大納言
- 1831年（天保2年） - 9月 議奏
- 1848年（嘉永元年） - 3月 武家伝奏
- 1857年（安政4年） - 2月 右馬寮御監（兼右近衛大将）、5月 内大臣
- 1859年（安政6年） - 10月 従一位
- 1862年（文久2年） - 贈右大臣
- 1899年（明治32年） - 9月26日 贈正一位[3]

## 系譜
- 父：三条公修
- 母：和子 - 一条輝良の娘
- 正室：紀子 - 眉寿姫、山内豊策の娘
  - 次男：三条公睦(1828-1854)
  - 三男：三条実美(1837-1891)
  - 五男：河鰭実文(1845-1910) - 河鰭公述養子
  - 女子：数姫 - 山内豊惇婚約者
  - 女子：峯 - 一条忠香の養女、細川韶邦正室
- 養子
  - 女子：正子 - 烏丸光政の娘、山内容堂正室